# 4A Games
4A Games – ukraińskie studio produkujące gry komputerowe z siedzibą w Sliemie na Malcie. Stworzyło serię gier Metro, opartą na fantastycznonaukowych powieściach rosyjskiego pisarza Dmitrija Głuchowskiego i wydaną przez THQ, a później przez Deep Silver.

## Historia
4A Games został założony w Kijowie w 2005 roku przez część byłych pracowników GSC Game World, w tym Ołesia Szyszkowcowa i Ołeksandra Maksymczuka – programistów pracujących nad produkcją silnika X-Ray Engine, użytym w serii S.T.A.L.K.E.R.. Dla gry Metro 2033 studio stworzyło silnik 4A Engine.
W maju 2014 roku 4A Games poinformowało, że otworzy siedzibę na Malcie. Firma przeniosła się tam w sierpniu tego samego roku. Potwierdzono również, że trwają prace nad nową grą z serii Metro oraz innymi tytułami. W październiku 2016 roku 4A Games ogłosiło nową grę Arktika.1 produkowaną na platformę Oculus Touch. Podczas konferencji Microsoftu na E3 2017 ogłoszono grę Metro Exodus, która została wydana w 2019 roku na platformy Xbox One, PlayStation 4 i Windows.

## Lista gier komputerowych
| Rok  | Tytuł             | Platformy                                         |
| ---- | ----------------- | ------------------------------------------------- |
| 2010 | Metro 2033        | Windows, Xbox 360                                 |
| 2013 | Metro: Last Light | PlayStation 3, Windows, Xbox 360, OS X, Linux     |
| 2014 | Metro Redux       | Windows, PlayStation 4, Xbox One, Nintendo Switch |
| 2017 | Arktika.1         | Oculus Touch                                      |
| 2019 | Metro Exodus      | Xbox One, PlayStation 4, Windows                  |

Źródło: Gry-Online